# Daniel Pearl
Daniel Pearl (Princeton, 10 de octubre de 1963 – Karachi, 1 de febrero de 2002) fue un periodista israelí-estadounidense de The Wall Street Journal. Fue secuestrado, torturado y asesinado en Pakistán por el grupo yihadista-terrorista Lashkar-e-Jhangvi. Al cabo de un mes de secuestro, sus captores difundieron un vídeo que mostraba su decapitación, acción que Jalid Sheij Mohammed, capturado en 2003, reivindicó durante un interrogatorio en la prisión de Guantánamo.
Ahmed Omar Saeed Sheikh, quien habría planeado el asesinato de Daniel Pearl, fue condenado a muerte en 2002, pero hasta la fecha espera por apelaciones y argumentos legales.
Jalid Sheij Mohamed, uno de los autores intelectuales de los atentados del 11-S, declaró en mayo de 2007 haber degollado él mismo a Pearl.
En junio de 2007, dos sospechosos del crimen fueron detenidos en Pakistán, uno de los cuales fue Ahmed Omar Saeed Sheikh (EN), ciudadano británico, jefe del grupo que secuestró a Pearl en Karachi. En la investigación se descubrió que el Banco Habib manejó cuentas de extremistas y sabía que el Fondo El Rashid, establecido por religiosos, trabajaba para organismos filántropicos empleados por Al Qaeda.
El 19 de julio de 2007 su viuda, Mariane Pearl, demandó al Banco Habib y a otras 23 personas por su presunta participación en el crimen, incluyendo a Sheij Mohamed, uno de los cerebros de los atentados terroristas del 11 de septiembre de 2001. Mudassir Jan, vicepresidente del banco Habib aseguró que las acusaciones eran falsas.
El 2 de abril de 2020, surge la posibilidad de que Ahmed Omar Saeed Sheikh pudiera salir de prisión junto a otros tres coacusados, así lo declaró Khawaja Naveed, abogado defensor.
El 3 de abril de 2020, la justicia pakistaní arresta a las cuatro personas libradas previamente, incluida Ahmed Saeed Sheikh.
Pearl era un alumno de la Escuela Preparatoria Birmingham en Los Ángeles.